# Made in America (album de Kam)
Pour les articles homonymes, voir Made in America.
Albums de Kam
Neva Again
(1993) Kamnesia
(2001)
Made in America est le deuxième album studio de Kam, sorti le 14 mars 1995.
L'album s'est classé 8e au Heatseekers, 20e au Top R&B/Hip-Hop Albums et 158e au Billboard 200.

## Liste des titres
| No  | Titre                                                                                    | Contient un (des) sample(s) de         | Durée |
| --- | ---------------------------------------------------------------------------------------- | -------------------------------------- | ----- |
| 1.  | Intro (Produit par Jessie « Big Jessie » Willard)                                        |                                        | 2:21  |
| 2.  | Trust Nobody (Produit par Battlecat)                                                     | No One's Gonna Love You du S.O.S. Band | 4:26  |
| 3.  | Pull Ya Hoe Card (Produit par E-A-Ski et CMT)                                            |                                        | 4:22  |
| 4.  | That's My Nigga (Produit par DJ Quik)                                                    |                                        | 4:09  |
| 5.  | Way a Life (Produit par Battlecat)                                                       |                                        | 4:23  |
| 6.  | Down Fa Mine (featuring Dresta et MC Ren – Produit par Jessie « Big Jessie » Willard)    |                                        | 5:28  |
| 7.  | In Traffic (Produit par Battlecat)                                                       | Pumpin' It Up de P-Funk All Stars      | 3:58  |
| 8.  | Givin' It Up (Produit par Cold 187um)                                                    | Backstrokin' du Fatback Band           | 3:39  |
| 9.  | Nut'n Nice (Produit par Mad Scientists et Rashad)                                        |                                        | 3:39  |
| 10. | Who Ridin' (Produit par E-A-Ski et CMT)                                                  |                                        | 3:49  |
| 11. | Keep Tha Peace (Produit par Warren G)                                                    |                                        | 4:53  |
| 12. | Represent (featuring D-Dope, K-Mack et Solo – Produit par Jessie « Big Jessie » Willard) |                                        | 4:14  |